# Chiliborus
Chiliborus is een geslacht van weekdieren uit de klasse van de Gastropoda (slakken).

## Soorten
- Chiliborus chilensis (G.B. Sowerby I, 1833)
- Chiliborus malarguhensis Miquel & Cerdeño, 2016 †